# Andrés Alberto Gómez
Andrés Alberto Gómez Rueda, né en 1978 à Albacete (Espagne) est un claveciniste classique espagnol.

## Biographie
Andrés Alberto Gómez, né en 1978 à Albacete, commence à étudier le clavecin au Conservatoire italien de Paris avec Salvo Romeo et Patricio Pizarro, puis continue sa formation avec Jan-Willem Jansen, Tony Millán, Yves Rechsteiner et Huguette Dreyfus. Il poursuit ses études de clavecin et de musique ancienne au Conservatoire Royal de La Haye aux Pays-Bas, avec Jacques Ogg (en) et à l'École supérieure de musique de Catalogne (E.S.M.U.C.) sous la direction de Béatrice Martin, où il obtient son diplôme avec les félicitations du jury.
Il reçoit plusieurs prix puis commence sa carrière internationale.
Il fonde et dirige l'ensemble La Reverencia.
Andrés Alberto Gómez est également professeur de clavecin au Conservatoire Professionnel de Musique de Murcie.
Depuis 2016, il est directeur artistique du Festival de musique baroque d'Albacete.

## Discographie
- Bach, Variations Goldberg ; 14 canons, BWV 1087 - La Reverencia : Pavel Amilcar, violon ; José Fernández Vera, flûte ; Iván Sanchez, flûte à bec ; Thor Jorgen et Jorge Miró, violes le gambe (avril 2011, Several Records/Vanitas) (OCLC 1057556602)
- Rameau, Pièces de clavecin en concerts - La Reverencia : Pavel Amilcar, violon ; José Fernández Vera, flûte traversière ; Sara Ruiz, viole le gambe ; Andrés Alberto Gómez, clavecin et direction (mai 2014, Several Records/Vanitas) (OCLC 918302305)
- Haendel, Sonates pour flûte à bec - Muriel Rochat Rienth, flûte à bec (octobre 2014, Several Records/Vanitas) (OCLC 951149719)
- Scarlatti, 17 sonates : K. 30, 43, 56, 67, 79, 87, 150, 213, 253, 286, 291, 417, 435, 437, 463, 472 et 525 (août 2017, Several Records/Vanitas) (OCLC 1097200085)